# مدل گومل-پون
مدل گومل-پون (به انگلیسی: Gummel–Poon model) یک  مدل ترانزیستوری از ترانزیستور پیوندی دوقطبی است. این اولین بار در مقاله‌ای منتشر شده توسط  هرمان گومل و اچ‌سی پون در آزمایشگاه‌های بل در سال ۱۹۷۰ بود.
مدل گومل-پون و انواع جدید آن به‌طور گسترده در شبیه‌سازهای مدار محبوب مانند  اسپایس مورد استفاده قرار می‌گیرد. تأثیر قابل توجهی که مدل گومل-پون برای آن دارد، تغییر مقادیر {\displaystyle \beta _{\text{F}}} و {\displaystyle \beta _{\text{R}}} ترانزیستور با سطح جریان مستقیم است. هنگامی که پارامترهای خاصی حذف شوند، مدل گومل-پون به مدل ساده‌تر Ebers-Moll کاهش می‌یابد.

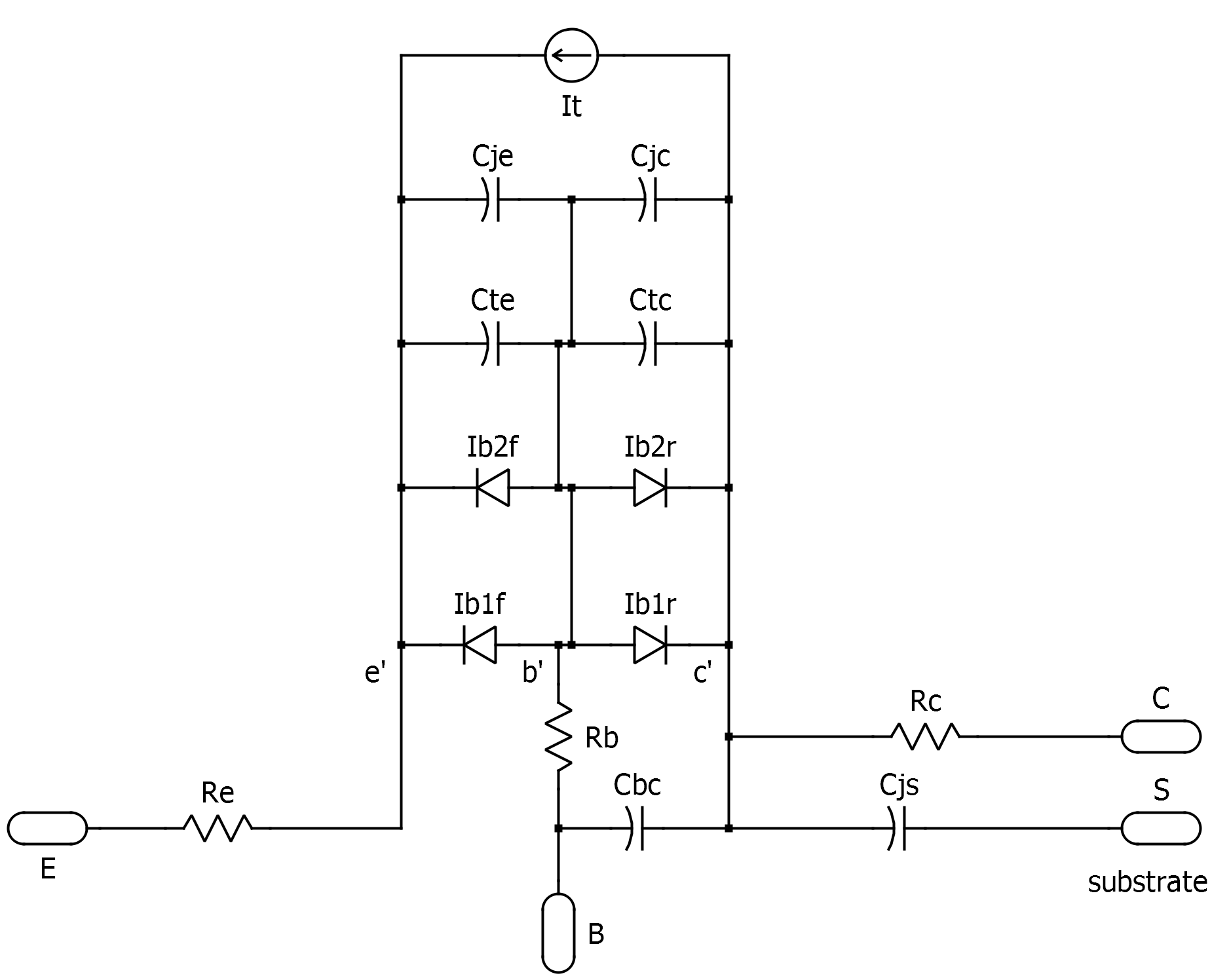
طرح‌واره اسپایس مدل گومل-پون NPN

## پارامترهای مدل
پارامترهای اسپایس مدل گومل-پون
| #  | Name | Property modeled | Parameter                                        | Units | Default value |
| -- | ---- | ---------------- | ------------------------------------------------ | ----- | ------------- |
| ۱  | IS   | جریان            | جریان اشباع معکوس انتقالی                        | A     | 1‎×۱۰-۱۶       |
| ۲  | BF   | جریان            | بیشینه بتای ایدئال مستقیم                        | —     | ۱۰۰           |
| ۳  | NF   | جریان            | ضریب انتشار جریان مستقیم                         | —     | ۱             |
| ۴  | VAF  | جریان            | ولتاژ ارلی مستقیم                                | V     | ∞             |
| ۵  | IKF  | جریان            | زانویی برای بتای مستقیم                          | A     | ∞             |
| ۶  | ISE  | جریان            | نشتی جریان اشباع B–E                             | A     | ۰             |
| ۷  | NE   | جریان            | ضریب انتشار نشتی B–E                             | —     | ۱٫۵           |
| ۸  | BR   | جریان            | بتای معکوس                                       | —     | ۱             |
| ۹  | NR   | جریان            | ضریب انتشار جریان معکوس                          | —     | ۱             |
| ۱۰ | VAR  | جریان            | ولتاژ ارلی معکوس                                 | V     | ∞             |
| ۱۱ | IKR  | جریان            | گوشه برای بتای معکوس                             | A     | ∞             |
| ۱۲ | ISC  | جریان            | جریان اشباع نشتی B–C                             | A     | ۰             |
| ۱۳ | NC   | جریان            | ضریب انتشار B–C                                  | —     | ۲             |
| ۱۴ | RB   | مقاومت           | مقاومت بایاس صفر                                 | Ω     | ۰             |
| ۱۵ | IRB  | مقاومت           | جایی که مقاومت بیس در نیمه راه به حداقل خود برسد | A     | ∞             |
| ۱۶ | RBM  | مقاومت           | حداقل مقاومت بیس در جریانهای زیاد                | Ω     | RB            |
| ۱۷ | RE   | مقاومت           | مقاومت امیتر                                     | Ω     | ۰             |
| ۱۸ | RC   | مقاومت           | مقاومت کلکتور                                    | Ω     | ۰             |
| ۱۹ | CJE  | خازن             | خازن تخلیه با بایاس صفر B-E                      | F     | ۰             |
| ۲۰ | VJE  | خازن             | ولتاژ داخلی B–E                                  | V     | ۰٫۷۵          |
| ۲۱ | MJE  | خازن             | عامل نمایی محل اتصال B-E                         | —     | ۰٫۳۳          |
| ۲۲ | TF   | خازن             | زمان گذار ایدئال مستقیم                          | s     | ۰             |
| ۲۳ | XTF  | خازن             | ضریب وابستگی به بایاس TF                         | —     | ۰             |
| ۲۴ | VTF  | خازن             | ولتاژ توصیف وابستگی VBC از TF                    | V     | ∞             |
| ۲۵ | ITF  | خازن             | پارامتر جریان بالا برای اثر در TF                | A     | ۰             |
| ۲۶ | PTF  |                  | فاز اضافی در فرکانس = ۱ / (۲πTF)                 | °     | ۰             |
| ۲۷ | CJC  | خازن             | خازن تخلیه با بایاس صفر B-C                      | F     | ۰             |
| ۲۸ | VJC  | خازن             | پتانسیل داخلی B-C                                | V     | ۰٫۷۵          |
| ۲۹ | MJC  | خازن             | عامل نمایی محل اتصال B-C                         | —     | ۰٫۳۳          |
| ۳۰ | XCJC | خازن             | کسری از خازن تخلیه B-C متصل به گره بیس داخلی     | —     | ۱             |
| ۳۱ | TR   | خازن             | زمان گذار معکوس ایدئال                           | s     | ۰             |
| ۳۲ | CJS  | خازن             | خازن کلکتور-زیرلایه با بایاس صفر                 | F     | ۰             |
| ۳۳ | VJS  | خازن             | پتانسیل داخلی زیرلایه پیوند                      | V     | ۰٫۷۵          |
| ۳۴ | MJS  | خازن             | ضریب انتشار زیرلایه پیوند                        | —     | ۰             |
| ۳۵ | XTB  |                  | نماینده دمای بتای مستقیم و معکوس                 | —     | ۰             |
| ۳۶ | EG   |                  | شکاف انرژی برای اثر دما IS                       | eV    | ۱٫۱           |
| ۳۷ | XTI  |                  | نماینده دما برای اثر IS                          | —     | ۳             |
| ۳۸ | KF   |                  | ضریب فلیکر نویز                                  | —     | ۰             |
| ۳۹ | AF   |                  | نماینده فلیکر نویز                               | —     | ۱             |
| ۴۰ | FC   |                  | ضریبی برای خازن تخلیه بایاس مستقیم               | —     | ۰٫۵           |
| ۴۱ | TNOM |                  | دما اندازه‌گیری پارامتر                           | °C    | ۲۷            |